# Leucotrichia botosaneanui
Leucotrichia botosaneanui is een schietmot uit de
familie Hydroptilidae. De soort komt voor in het Neotropisch gebied.